# آن جانسون
آن جانسون (بالسويدية: Ann Jansson)‏ (1 يناير 1957 - ) هي لاعبة كرة قدم سويدية في مركز الوسط. لعبت مع نادي هاماربي لكرة القدم.

## وصلات خارجية
- آن جانسون على موقع عالم كرة القدم.نت (الإنجليزية)